# バラハタ
バラハタ（薔薇羽太、学名：Variola louti）とは、スズキ目ハタ科に分類されるハタの一種。アズキガンモ、ナガジューミーバイなどの別名がある。

## 概要
成魚の全長は60cmほどだが、全長80cmほどの大型個体もいる。胸びれ、背びれ、尻びれ、尾びれの後端が黄色で、各ひれの後端と尾びれの上下の端が長く伸びるので他のハタ類と区別できる。成魚の体色は和名のとおり鮮やかな朱色で、全身に赤色の小さな斑点があるが、地色が朱色ではなく褐色の個体もいる。幼魚は白、緑、ピンクなどさまざまな色をしていてベラ類に似ているが、目から尾びれの上まで太い黒色の帯があることは共通している。成長するにしたがって黒い帯が消え、全身が赤や褐色に変化してゆく。
インド洋と太平洋の熱帯・亜熱帯域に広く分布し、日本でも和歌山県以南に分布する。岩礁やサンゴ礁に生息するが、生息域は浅い海から水深200mほどの深海まで及ぶ。他のハタ類は海底からあまり離れないが、バラハタは海底から離れて遊泳することも多い。食性は肉食性で、エビ、カニ、シャコなどの甲殻類や魚類を捕食する。

### 毒性
釣りや底引き網等で漁獲され、他のハタ類と同じく食用にもできるが、生物濃縮によりシガトキシンという毒を体内に蓄えることが知られている。特に大型個体はシガテラ中毒の危険が大きく、普通は食用にしない。しかし海域や食べた餌によってはこのシガテラ毒を持たない個体も棲息しており、沖縄・宮古島では高級魚として扱われている。現地の漁師の間では「シガテラ毒を蓄積した個体は表面が黒色に変化するため、判別は可能である」とされることもあるが、科学的には否定されている。

### 食中毒
2016年4月12日、東京都中央区の築地市場において、宮崎県沖で漁獲された個体が食用のスジアラと誤ってという理由で販売されていたことが分かった。東京都福祉保健局は消費者に対し、食べないよう注意喚起した。その後、中国料理店にて提供されていたことがわかったが、健康被害は確認されなかった。
また、上記事柄に連動して、同年3月30日に沖縄県にて販売されていたバラハタを自宅で調理して食べた二人が中毒症状を起こしていたことが報道された。沖縄県ではバラハタの販売に関する規制がないため、市場でスジアラと並べて普通に販売されている。
沖縄・宮古島では高級魚として扱われており、現地の漁師は「全てのバラハタが毒魚ではない」と、フェイスブックで名誉回復を訴えた。
市場によっては販売が規制されている（例えば札幌市中央卸売市場では販売が自粛されている）。

## 別名
ツルグエ（和歌山県）、ナガジューミーバイ（沖縄県）など

## 近縁種
オジロバラハタ Variola albimarginata
全長35cmほどで、バラハタよりも小型。外見はバラハタによく似ているが、和名のとおり尾びれの後端が白いのが特徴である。また、幼魚は黒い帯がなく、成魚と同じような赤系統の体色をしている。